# Aleš Opatrný (teolog)
J. M. can. Aleš Opatrný (* 3. března 1944 Praha) je český římskokatolický kněz, teolog a autor duchovní literatury. 

## Život
Byl vedoucím Pastoračního střediska pražské arcidiecéze (1991–2004), je mimo jiné spoluzakladatelem a členem Společnosti pro studium sekt a nových náboženských směrů a vyučujícím pastorálních oborů na KTF UK. Dne 8. září 2011 jej papež Benedikt XVI. jmenoval čestným prelátem Jeho Svatosti, od 1. července 2009 se stal kanovníkem Vyšehradské kapituly, od 23. ledna 2015 do 12. ledna 2024 byl proboštem kapituly.
Je stoupencem hnutí katolické charismatické obnovy.

## Dílo
Krom následujícího výčtu knih a přednášek je autorem stovek odborných článků ve sbornících a odborných časopisech a studijních textů Pastoračního střediska pražské arcidiecéze.

### Knihy
- Můžeme se ještě změnit?, Kostelní Vydří 1995
- Pastorační situace u nás. Analýzy výhledy. Kostelní Vydří 1996
- Stůl slova – cykly A–D. Zamyšlení nad biblickými texty nedělí a svátků, Kostelní Vydří 1995–1998
- Co dělá lidský život křesťanským, Kostelní Vydří 1997
- Pastorace v postmoderní společnosti, Kostelní Vydří 2001
- Kardinál Tomášek a pokoncilní proměna pražské arcidiecéze, Kostelní Vydří 2002
- Cesty pastorace v pluralitní společnosti, Kostelní Vydří 2006
- Credo - úvahy o apoštolském vyznání víry, Kostelní Vydří 2013
- Jak potěšit zpovědníka, Karmelitánské nakladatelství 2014
- Pastorační péče o psychicky nemocné, Karmelitánské nakladatelství 2017
- Pastorální teologie pro laiky, Pavel Mervart 2017
- O nesnázích v manželství (Jak je včas rozpoznat a hledat cestu dál), Karmelitánské nakladatelství 2019

### Audiokazety
- Úloha ženy v církvi, Kostelní Vydří 1996
- Křesťanská víra a okultismus (s Vojtěchem Kodetem), Kostelní Vydří 1999